# 布拉戈達特涅 (阿納尼耶夫區)
47°38′12″N 29°58′31″E / 47.63667°N 29.97528°E
布拉霍達特內（烏克蘭語：Благодатне）是位於烏克蘭西南部的村莊，由敖德萨州波季利斯克区的阿南伊夫市鎮負責管轄。該村始建於1815年，面積0.4平方公里，海拔高度113米，2001年人口31，人口密度每平方公里77.5人。